# モーレー・カルタンの微分形式
数学において、モーレー・カルタンの微分形式 (Maurer–Cartan form) あるいはMaurer–Cartan 形式とは、リー群の上に自然に定められ、群構造の無限小近似を与える1次微分形式のことである。エリ・カルタンによる動標構の理論の中で大きな役割を果たし、この理論に貢献のあったルートヴィヒ・マウラー (Ludwig Maurer) とともにその名前が付けられている。
リー群 G の Maurer–Cartan 形式は G のリー環に値をとる微分形式である。このリー環は G の単位元における接ベクトル空間 TeG と同一視できるため、Maurer–Cartan 形式は G の各点 g における接空間 TgG から TeG への写像と見なすことができる。この見方に立つと、Maurer–Cartan 形式は g における接ベクトル X に対して、左から g−1 をかけることで定まる G 上の微分同相による像
{\displaystyle \omega (X)=L_{g^{-1}}X}
を対応させるもの、として定義することができる。

## 動機と意味付け
リー群が与えられたとき、さまざまな多様体への作用が考えられるが、特に積の演算によって自分自身に微分同相で作用しているものを考えることができる。カルタンの時代の大きな問題の一つに、このような主等質空間をどのようにして内在的に特徴付けるか、という問題があった。つまり、多様体のうちで G と微分同相であるが、特定の原点が指定されていないようなものの特徴付けである。このような問題は、部分的には、フェリックス・クラインによるエルランゲン・プログラムからきていると見なすことができる。このパラダイムでは群の作用によって表される空間の対称性が問題になるが、リー群を考えているときに最も基本的となるのは部分群 H に対して定まる等質空間 G/H (に微分同相な空間) で、特に原点 e H に当たる点を指定しないようなものである。
抽象的には、G の主等質空間とは、G の自由かつ推移的な作用をもつ多様体として定めることができる。カルタンによって導入された Maurer–Cartan 形式は Maurer–Cartan 方程式と呼ばれる可積分条件を満たしており、主等質空間の構造の極小的な特徴付けを与えていると見なすことができる。この可積分条件によって、G の作用を局所的に表しているリー環の作用を定めることが可能になる。

## Maurer–Cartan 形式の定義

### 内在的な構成
リー群 G に付随するリー環 {\displaystyle {\mathfrak {g}}} を、単位元における接空間 TeG によって表されていると見なす。群 G の自分自身への作用は各元 g に対して定まる微分同相写像
Lg: h → g h
によって表されており、この写像の微分によって接空間のあいだの写像 d Lg: ThG → Tg hG が得られる。これは接束からその引き戻しへのベクトル束の射 d Lg: T G → Lg*T G と見なすことができる。
Maurer–Cartan 形式 ω とは、点 g における接ベクトル X に対して
{\displaystyle \omega (X)=(dL_{g^{-1}})X}
によって定められる、{\displaystyle {\mathfrak {g}}} に値を取る1次微分形式のことである。

### 外因的な構成
リー群 G が線形群である場合、つまり G が GL(n) に埋め込まれている場合、GL(n) 上の {\displaystyle {\mathfrak {gl}}_{n}} に値を取る微分形式
ωg = g−1dg
は G では {\displaystyle {\mathfrak {g}}} に値が制限される。したがって、Maurer–Cartan 形式は恒等写像の対数微分であると考えることもできる。

### 接続としての特徴付け
Maurer–Cartan 形式は  G 上の自明な G-主束の接続として定式化することもできる。すなわち、射影
G × G → G, (g, h) → h
と、G-作用
k.(g, h) = (k g, h)
とによって G-束に対し、T(g, h)G × Gの中の平行な方向を写像 k → (gh−1k, k) による接空間の像として定める。このとき、上記の自明化に関する接続の表示は Maurer–Cartan 形式となる。

## 性質
群 G の各元に対して、右からの積による作用 Rg: h → h g を考えると、h における接ベクトル X に対して
{\displaystyle \omega _{hg^{-1}}(R_{g^{-1}}X)=\mathrm {Adj} _{g}(\omega _{h}(X))}
が成り立っている。ここで、Adj は G による g への随伴作用を表している。
リー群 G 上の左不変ベクトル場とは、接束の切断 X であって、任意の g ∈ G に対して
(d Lg)−1 X Lg = X
を満たすもののことである。左不変ベクトル場 X について、G 上の関数 ωg(Xg) は定数関数になる。また、2つの左不変ベクトル場 X と Y とに対して、ベクトル場のブラケット積 [X, Y] は
{\displaystyle \omega ([X,Y])=[\omega (X),\omega (Y)]}
を満たしている。ここに、ω(X) は上記の定数関数の値であり、右辺のブラケットは {\displaystyle {\mathfrak {g}}} のリー環としてのブラケット積である。つまり、Maurer–Cartan 形式によって左不変ベクトル場のなす空間と {\displaystyle {\mathfrak {g}}} との間のリー環の同型が定まっている。
外微分の定義により、X と Y とがベクトル場であるとき、各点 g での ω が Xg に対して取る値により定まる {\displaystyle {\mathfrak {g}}}-値の関数を ω(X) と書くと、
dω(X, Y) = X(ω(Y)) − Y(ω(X)) − ω([X, Y])
が成り立っている。上式のX(ω(Y)) は関数 ω(Y) の X の方向へのリー微分である。
特に、X と Y とが左不変なベクトル場であるとき、
X(ω(Y)) = Y(ω(X)) = 0
が、従って
dω(X, Y) + [ω(X), ω(Y)] = 0
が成り立っている。ところで、この等式の左辺は {\displaystyle {\mathfrak {g}}} に値を取る2次の微分形式の表示になっており、X と Y との各点での値にしかよらない量を表している。不変ベクトル場の一点での値は任意に選べることから、この等式は左不変とは限らない任意のベクトル場 X, Y に対して成り立っている。この方程式は Maurer–Cartan 方程式と呼ばれており、外積代数における次数付き交換子 [ω, ω] を用いて
{\displaystyle d\omega +{\frac {1}{2}}[\omega ,\omega ]=0}
の形に表すこともできる。

## Maurer–Cartan 標構
Maurer–Cartan 形式は Maurer–Cartan 標構 から構成することもできる。群 G 上の左不変ベクトル場のなす空間の基底 Ei をとり、その (左不変な微分形式からなる) 双対基底を θi とすると、 Ei は Maurer–Cartan 標構を、θi は Maurer–Cartan 余標構を与えている。
各 Ei は左不変なため、Maurer–Cartan 形式が取る値はEi(e) ∈ g で一定である。したがって Maurer–Cartan 形式は
{\displaystyle \omega =\sum _{i}E_{i}(e)\otimes \theta ^{i}}
と表すこともできる。
ベクトル場 Ei の間のブラケットが
{\displaystyle [E_{i},E_{j}]=\sum _{k}c_{ij}^{k}E_{k}}
によって与えられていたとする。このとき、定数 ci jk は基底 Ei に関するリー環の構造定数と呼ばれる。外微分 d の Maurer–Cartan 余枠への作用は
{\displaystyle d\theta ^{i}(E_{j},E_{k})=-\theta ^{i}([E_{j},E_{k}])=-\sum _{r}c_{jk}^{r}\theta ^{i}(E_{r}),}
と表すことができ、これは基底の双対性から
{\displaystyle d\theta ^{i}=-\sum _{jk}c_{jk}^{i}\theta ^{j}\wedge \theta ^{k}}
と書き替えることができる。これは上記の Maurer–Cartan 方程式と同じことを表している。

## 等質空間の Maurer–Cartan 形式
Maurer–Cartan 形式はカルタンの動標構の理論で重要な役割を果している。この場合には、Maurer–Cartan 形式を G の閉部分群に関する等質空間上の 1次微分形式と見なすことになる。つまり、H が G の閉部分群であるとき、G は商空間 G/H 上の H-主束と見なすことができる。このとき Maurer–Cartan 形式はカルタン接続の条件を満たしている。Maurer–Cartan 方程式はこのカルタン接続の曲率が消えていることを表している。主束の接続の言葉に直すと、これは G/H 上の G-主束 G ×H G 上に誘導される接続形式
{\displaystyle T_{[g,k]}G\times _{H}G\rightarrow {\mathfrak {g}},[R_{g}X,L_{k}Y]\mapsto X+Y}
の曲率が 0 であるということになる。
動標構の理論で考察される対象の一つに、等質空間 G/H の (局所的な) 構造がある。多様体 M の開集合 U 上で写像 sU: U → G が、V 上で sV: V → G が定義され、それらの共通部分上ではある H の元 hU V によって
{\displaystyle h_{UV}(x)=s_{V}\circ s_{U}^{-1}(x),\quad x\in U\cap V}
が成り立っていたとする。このとき、G の Maurer–Cartan 形式の引き戻し θU, θV は Maurer–Cartan 方程式
{\displaystyle d\theta _{U}+\theta _{U}\wedge \theta _{U}=0}
および貼り合わせ条件
{\displaystyle \theta _{V}=\operatorname {Ad} (h_{UV}^{-1})\theta _{U}+(h_{UV})^{*}\omega _{H}}
を満たしている。ただし、ωH は H の Maurer–Cartan 形式である。
多様体 M の開被覆 (U)U に対して上記の2条件を満たすような1次微分形式の族 θU が与えられたとすると、M は局所的には等質空間 G/H の構造を持つ。つまり、M の各点の近傍 U から G/H の中への微分同相であって、θU がこの写像を経由する Maurer–Cartan 形式の引き戻しであるようなものが取れる (これはダルブー微分の原始関数の存在から従う)。

## 注
1. ↑  Cartan, Élie (1904). “Sur la structure des groupes infinis de transformations”. Annales scientifiques de l'É.N.S. 21:  153–206.